# Allocosa mogadorensis
Allocosa mogadorensis är en spindelart som först beskrevs av Simon 1909.  Allocosa mogadorensis ingår i släktet Allocosa och familjen vargspindlar.
Artens utbredningsområde är Marocko. Inga underarter finns listade i Catalogue of Life.